# Donne proibite
Donne proibite è un film del 1954 diretto da Giuseppe Amato.

## Trama
Una casa di tolleranza viene improvvisamente chiusa poiché una prostituta, Tamara, tenta il suicidio gettandosi dalla finestra; viene ricoverata in gravi condizioni all'ospedale. Tre sue colleghe, Vally, Franca e Lola, sono costrette a chiedere ospitalità a Rosa, che ha abbandonato da tempo il mestiere e adesso ha un bell'appartamento. Vally vuole cambiar vita e conosce l'abruzzese Francesco. Decidono di sposarsi, ma poiché l'uomo deve emigrare, ricorrono a un matrimonio per procura. Quando il giovane scopre il suo passato torbido, glielo rinfaccia; la donna fugge dalla disperazione e va incontro a una tragica morte. Tamara, provata nel fisico, dopo il ricovero, ha una crisi mistica e verrà accolta in un istituto di suore; Franca, che ha già una bambina, trova un lavoro e la accoglie nella sua nuova casa. Lola, invece, sotto la corazza della spregiudicatezza ha in realtà un animo sensibile e generoso. Decide di tornare dai suoi genitori ormai anziani, ma scopre che la sorella è ormai prossima al matrimonio: per evitare uno scandalo decide di desistere e si rassegna a tornare in città, alla casa di tolleranza che nel frattempo ha riaperto i battenti; ma si accorge di essere gravemente malata.

## Produzione
Il film è ascrivibile al filone melodrammatico-sentimentale, comunemente soprannominato strappalacrime (in seguito ribattezzato neorealismo d'appendice dalla critica), molto in auge tra il pubblico italiano in quegli anni.
Iscritto al Pubblico registro cinematografico con il n. 1.358, venne presentato alla Commissione di Revisione Cinematografica il 14 dicembre 1953, ottenne il visto di censura n. 15.653 del 28 dicembre 1953, con il divieto ai minori di 16 anni e richiedendo l'accorciamento della scena del tentato suicidio del personaggio di Tamara. La lunghezza della pellicola è di 2.500 metri.

## Distribuzione
Il film venne distribuito nel circuito cinematografico italiano il 27 gennaio del 1954.
Venne proiettato in Francia, col titolo Femmes damnées, il 9 febbraio 1955 e negli USA, col titolo Angels of darkness, il 21 novembre 1956.

## Esito commerciale
L'incasso fu di 235.000.000 di lire dell'epoca.